# Елмвуд (Луизијана)
Елмвуд (енгл. Elmwood) насељено је место без административног статуса у америчкој савезној држави Луизијана.

## Демографија
По попису из 2010. године број становника је 4.635, што је 365 (8,5%) становника више него 2000. године.
| Група             | 2000.         | 2010.         |
| Белци             | 3.277 (76,7%) | 2.894 (62,4%) |
| Афроамериканци    | 496 (11,6%)   | 944 (20,4%)   |
| Азијати           | 195 (4,6%)    | 304 (6,6%)    |
| Хиспаноамериканци | 224 (5,2%)    | 396 (8,5%)    |
| Укупно            | 4.270         | 4.635         |